# 2000 GJ91
2000 GJ91 är en asteroid i huvudbältet som upptäcktes den 4 april 2000 av LINEAR i Socorro County, New Mexico.
Asteroiden har en diameter på ungefär 7 kilometer.